# Tiberianus garambensis
Tiberianus garambensis är en insektsart som beskrevs av Capener 1972. Tiberianus garambensis ingår i släktet Tiberianus och familjen hornstritar. Inga underarter finns listade i Catalogue of Life.